# Liste des comtes de Flandre
« Comte de Flandre » redirige ici.  Pour la station de métro, voir Comte de Flandre (métro de Bruxelles).

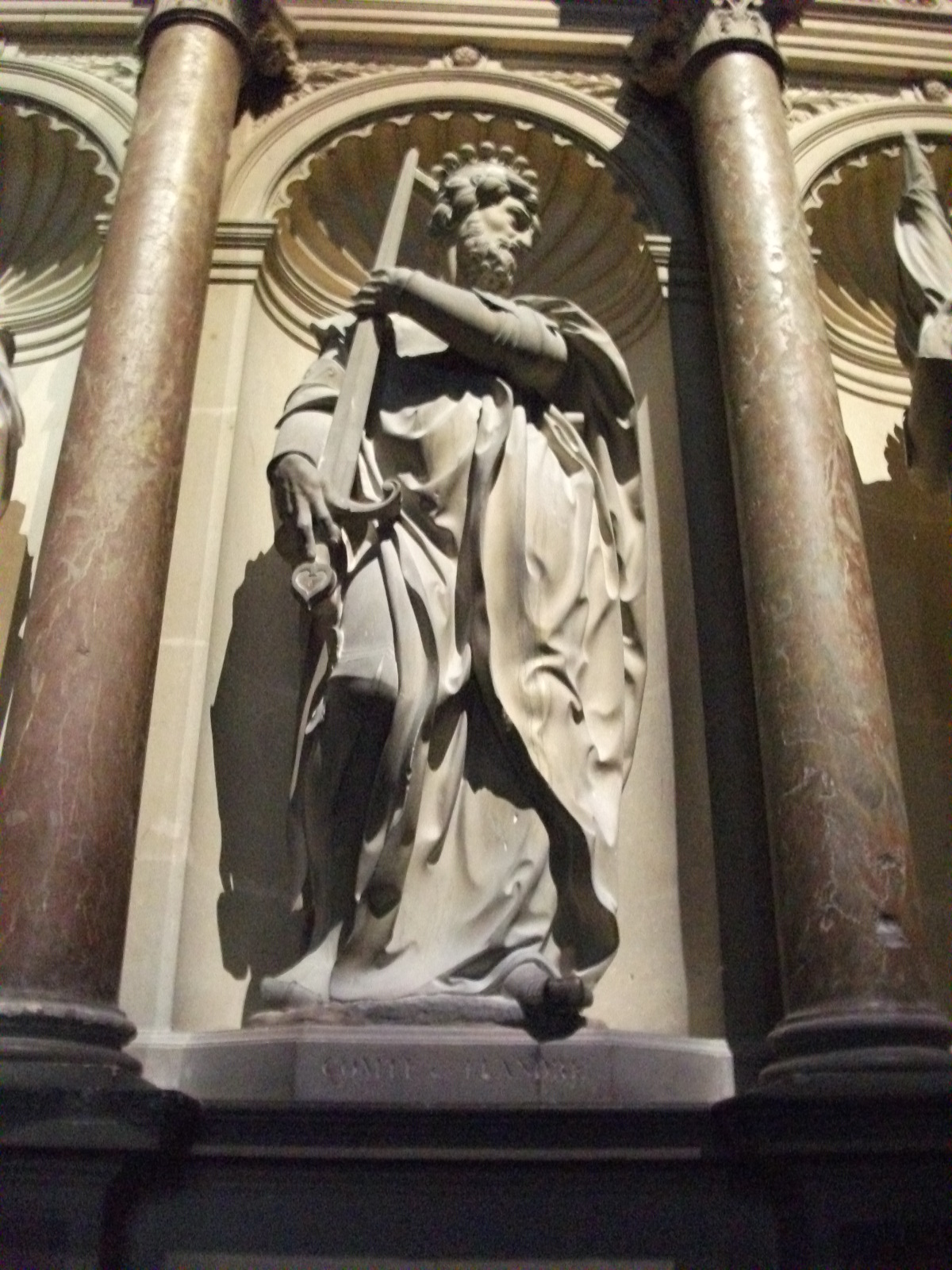
Comte de Flandre, Pair Laïc primitif sur le tombeau de Saint Remi.

Cet article présente la liste des comtes de Flandre, comté de l'Empire carolingien relevant du royaume de Francie occidentale après le traité de Verdun (843).
Ce comté devient héréditaire à partir du règne de Baudouin Ier (865-879).

## Comtes de Flandre

### Dynastie des Baudouin («Baudouinides»)
Pour la généalogie voir la page Maison de Flandre.
| Rang | Portrait | Nom                                        | Règne        | Notes | Armoiries |
| ---- | -------- | ------------------------------------------ | ------------ | --- | --------- |
| 1    |          | Baudouin Ier Bras de Fer (mort en 879)     | v. 865 - 879 | |           |
| 2    |          | Baudouin II le Chauve (v. 865 - 918)       | 879 - 918    | Fils du comte Baudouin Ier et de Judith de France. |           |
| 3    |          | Arnoul Ier le Grand (v. 888 - 964)         | 918 - 964    | Fils du comte Baudouin II et d'Ælfthryth de Wessex. |           |
| 4    |          | Baudouin III le Jeune (v. 940 - 962)       | 958 - 962    | Fils du comte Arnoul Ier et d'Adèle de Vermandois. |           |
| 5    |          | Arnoul II le Jeune (v. 961 - 987)          | 965 - 987    | Fils du comte Baudouin III et de Mathilde de Saxe. |           |
| 6    |          | Baudouin IV le Barbu (v. 980 - 1035)       | 987 - 1035   | Fils du comte Arnoul II et de Rozala de Toscane. |           |
| 7    |          | Baudouin V de Lille (v. 1012 - 1067)       | 1035 - 1067  | Fils du comte Baudouin IV et d'Ogive de Luxembourg. Co-régent de France (1060-1066) pour son neveu par alliance le roi Philippe Ier. |           |
| 8    |          | Baudouin VI de Mons (v. 1030 - 1070)       | 1067 - 1070  | Fils du comte Baudouin V et d'Adèle de France, comtesse de Corbie. En 1045, il fut investi momentanément par l'empereur Henri III de la marche d'Anvers. En 1051, il épousa Richilde de Hainaut, veuve du comte Herman de Hainaut, et entra en possession de ce territoire où il devint Baudouin Ier de Hainaut.                                         |           |
| 9    |          | Arnoul III le Malheureux (v. 1055 - 1071)  | 1070 - 1071  | Fils du comte Baudouin VI et de la comtesse Richilde de Hainaut. Qualifié de « comte de Hainaut » du vivant de sa mère, selon certains auteurs, la succession de la Flandre passant à son oncle Robert Ier ci-dessous, tandis que le Hainaut est dévolu à son frère cadet Baudouin II de Hainaut                                                         |           |
| 10   |          | Robert Ier le Frison (v. 1031 - 1093)      | 1071 - 1093  | Fils du comte Baudouin V et d'Adèle de France. Frère cadet de Baudouin VI. Son mariage en 1063 avec Gertrude de Saxe, veuve de Florent Ier de Hollande, lui donna le gouvernement de ce territoire pendant la minorité de Thierry V de Hollande. En 1071 il déposséda de la Flandre son neveu Arnoul III de Flandre qui fut tué à la bataille de Cassel. |           |
| 11   |          | Robert II le Hiérosolymitain (1065 - 1111) | 1093 - 1111  | Fils du comte Robert Ier et de Gertrude de Saxe (vers 1034-1113). Il fut associé au gouvernement par son père en 1086. |           |
| 12   |          | Baudouin VII à la Hache (v. 1093 - 1119)   | 1111 - 1119  | Fils du comte Robert II et de Clémence de Bourgogne. Sans postérité connue de son union (1105, séparés ensuite) avec Agnès de Bretagne |           |

### Maison de Danemark
| Rang | Portrait | Nom                                 | Règne       | Notes | Armoiries |
| ---- | -------- | ----------------------------------- | ----------- | --- | --------- |
| 13   |          | Charles Ier le Bon (v. 1083 - 1127) | 1119 - 1127 | Petit-fils du comte Robert Ier et de Gertrude de Saxe, fils de la fille de Robert Ier le Frison, Adèle de Flandre et du roi de Danemark Knut IV de Danemark dit Knud le Saint, neveu du comte Robert II et cousin germain du comte Baudouin VII. Sans postérité connue de son union (av. 1119) avec Marguerite de Clermont-Beauvaisis. |           |

### Maison de Normandie
| Rang | Portrait | Nom                            | Règne       | Notes | Armoiries |
| ---- | -------- | ------------------------------ | ----------- | --- | --------- |
| 14   |          | Guillaume Cliton (1101 - 1128) | 1127 - 1128 | Fils du duc de Normandie Robert II Courteheuse et de Sybille de Conversano, petit-fils de Guillaume le Conquérant et de Mathilde de Flandre, elle-même fille du comte Baudouin V et d'Adélaïde de France, et par conséquent cousin du précédent comte, mort assassiné et sans enfants. Selon certaines sources, non vérifiées (pour les dates et « droits ») : prétendant à la couronne ducale de Normandie, puis duc titulaire de Normandie (Guillaume III). Sans postérité connue de son union (1127) avec Jeanne de Montferrat. |           |

### Maison d'Alsace
| Rang | Portrait | Nom                                                                               | Règne       | Notes | Armoiries |
| ---- | -------- | --------------------------------------------------------------------------------- | ----------- | --- | --------- |
| 15   |          | Thierry d'Alsace (v. 1100 - 1168)                                                 | 1128 - 1168 | Fils du duc de Lorraine Thierry II de Lorraine et de Gertrude de Flandre, elle-même fille du comte Robert Ier le Frison et de Gertrude de Saxe. Seigneur de Bitche (dates non connues). Compétiteur du précédent et reconnu comme comte par les villes de Flandre dès mars 1128 ; investi du comté par le roi de France Louis VI après la mort de Guillaume Cliton le 27 juillet 1128. |           |
| 16   |          | Philippe Ier d'Alsace (v. 1143 - 1191)                                            | 1168 - 1191 | Fils du comte Thierry d'Alsace et de Sibylle d'Anjou. Par son premier mariage (sans postérité) en 1159 avec Élisabeth de Vermandois, sœur du comte Raoul II de Vermandois, il hérita du Vermandois et du Valois, comtés qui furent réunis par Philippe Auguste à la couronne de France en 1186-1191. Marié en secondes noces en 1183 avec Mathilde de Portugal, il meurt en 1191 devant Saint-Jean d'Acre, sans laisser d'héritier direct. Ses États passèrent à son beau-frère, Baudouin le Courageux, comte de Hainaut, qui avait épousé en 1169 sa sœur Marguerite d'Alsace. |           |
| 17   |          | Marguerite Ire d'Alsace (1145 - 1194) et Baudouin VIII le Courageux (1150 - 1195) | 1191 - 1194 | Troisième fille du comte Thierry et de Sibylle d'Anjou, sœur du comte Philippe d'Alsace. Par son second mariage (1169) avec le comte de Hainaut Baudouin dit « le Courageux », elle fut comtesse de Hainaut (1171-1194) et comtesse de Namur (1188-1190). |           |

### Les Baudouin-Constantinople
| Rang | Portrait | Nom | Règne          | Dynastie | Notes | Armoiries |
| ---- | -------- | --- | -------------- | -------- | --- | --------- |
| 18   |          | Baudouin IX de Constantinople (1171 - v. 1205)                                                                    | 1194 - v. 1205 | Flandre  | Aussi comte de Hainaut sous le nom de Baudouin VI de Hainaut. Fils de la comtesse Marguerite d'Alsace et du comte Baudouin VIII. Parti pour la quatrième croisade en avril 1202, devint empereur de Constantinople le 9 mai 1204 et mourut captif chez les Bulgares en 1205 ou 1206. |           |
| 19   |          | Jeanne de Constantinople (1199/1200 - 1244) et Ferrand de Portugal (1188-1233) puis Thomas de Piémont (1199-1259) | v. 1205 - 1244 | Flandre  | Fille aînée du comte Baudouin IX et de Marie de Champagne. Orpheline très jeune, elle fut confiée d'abord à la garde de l'évêque de Liège, puis à Philippe le Noble, comte de Namur, puis à celle de Philippe Auguste. Elle épousa en 1212 Ferrand, fils du roi Sanche Ier de Portugal, puis Thomas, fils de Thomas Ier de Savoie. Tous deux portèrent, pendant le règne de Jeanne, le titre de comte de Flandre et de Hainaut. |           |
| 20   |          | Marguerite II de Constantinople (v. 1202 - 1280)                                                                  | 1244 - 1278    | Flandre  | Fille cadette du comte Baudouin IX (Baudouin VI) et de Marie de Champagne, elle hérita du comté de Flandre à la mort de sa sœur, la comtesse Jeanne de Constantinople. Elle épousa en juillet 1212 Bouchard d'Avesnes, puis après l'annulation de ce mariage, en 1223, Guillaume II de Dampierre. De son premier mariage elle eut : Jean, qui épousa en 1246 Alix, sœur du comte Guillaume II de Hollande, et Baudouin. De son second mariage : Guillaume et Gui, comte de Flandre en 1278, titre qu'il reçut dès le 29 décembre 1278 par cession de sa mère. |           |

### Maison de Dampierre
| Rang | Portrait | Nom                                    | Règne       | Notes | Armoiries |
| ---- | -------- | -------------------------------------- | ----------- | --- | --------- |
| 21   |          | Gui de Dampierre (1225 - 1305)         | 1278 - 1305 | Fils de la comtesse Marguerite de Hainaut et de Guillaume II de Dampierre. Par son premier mariage (1246) avec Mathilde de Béthune, il est seigneur de Béthune et de Termonde (1248-1264). Reçut le titre de comte de Flandre dès le 29 décembre 1278 par cession de sa mère. En 1263 Gui acheta le comté de Namur à Baudouin II de Courtenay et le céda en 1297 à son fils Jean. |           |
| 22   |          | Robert III de Béthune (v. 1247 - 1322) | 1305 - 1322 | Fils du comte Gui de Dampierre et de Mathilde. Seigneur de Béthune (1264-1322). Il épouse en 1265 Blanche d'Anjou. Par son second mariage (1272) avec la comtesse de Nevers, Yolande de Bourgogne, veuve du comte Jean Tristan de Valois, fils de saint Louis, il devient comte de Nevers (1272-1280). |           |
| 23   |          | Louis Ier de Nevers (v. 1304 - 1346)   | 1322 - 1346 | Petit-fils du comte Robert III et de la comtesse Yolande de Nevers, fils du comte Louis Ier de Nevers et de la comtesse Jeanne de Rethel. Il épousa en 1320 Marguerite de France (8 ans), fille de Philippe le Long. Il hérita de sa mère, en 1325, du comté de Rethel. Il fut tué le 25 août 1346 à la bataille de Crécy. |           |
| 24   |          | Louis II de Male (1330 - 1383)         | 1346 - 1384 | Fils du comte Louis Ier et de la comtesse de Bourgogne Marguerite Ire. Il épousa en 1347 Marguerite de Brabant, fille de Jean III de Brabant. Il hérita à la mort de sa mère, Marguerite de France, comtesse de Bourgogne et d'Artois, le 9 mai 1382, de la Bourgogne (= Franche-Comté) et de l'Artois. Sa fille, Marguerite de Maele, veuve de Philippe de Rouvres (dernier duc de Bourgogne de la première Maison capétienne de Bourgogne) en 1361, épousa en 1369 Philippe le Hardi (premier duc de Bourgogne de la seconde Maison capétienne de Bourgogne), qui avait reçu de son père, le roi de France Jean II le Bon, en 1363, le duché de Bourgogne.                  |           |
| 25   |          | Marguerite III de Male (1350 - 1405)   | 1384-1405   | Veuve (à l'âge de 11 ans) du duc Philippe Ier de Bourgogne dit Philippe de Rouvres, fille et héritière de Louis de Male. Elle fut de son propre chef : comtesse de Bourgogne (1383-1405), comtesse d'Artois (1383-1405), comtesse de Flandre (1384-1405), comtesse de Nevers, comtesse de Rethel. Par son premier mariage (avec Philippe Ier de Rouvres ci-dessus) elle devint : comtesse de Bourgogne (1357-1361), comtesse d'Artois (1357-1361), duchesse de Bourgogne (1357-1361), comtesse d'Auvergne (1360-1361) et comtesse de Boulogne (1360-1361). Par son second mariage avec Philippe le Hardi (ci-dessous) : duchesse de Bourgogne (1369-1404) (et autres terres). |           |

### Maison de Bourgogne
| Rang | Portrait | Nom                                                                   | Règne       | Notes | Armoiries |
| ---- | -------- | --------------------------------------------------------------------- | ----------- | --- | --------- |
| 26   |          | Jean sans Peur (1371 - 1419)                                          | 1405 - 1419 | Fils de Philippe le Hardi et de Marguerite de Male. Aussi duc (1404-1419) et comte de Bourgogne (1405-1419), comte d'Artois (1405-1419) et autres terres. |           |
| 27   |          | Philippe II le Bon (1396 - 1467)                                      | 1419 - 1467 | Fils de Jean sans Peur. Duc et comte de Bourgogne, comte de Flandre et d'Artois ; devient également comte de Namur (1429) ; duc de Brabant, de Lothier, de Limbourg et marquis d'Anvers (1430) ; comte de Hainaut, de Hollande et de Zélande et seigneur de Frise (1433) ; duc de Luxembourg (1443). |           |
| 28   |          | Charles II le Téméraire (1433 - 1477)                                 | 1467 - 1477 | Fils de Philippe le Bon. Hérite de l'État bourguignon, conquiert les territoires de Gueldre, de Zutphen et de Lorraine, achète la Haute-Alsace. Meurt devant Nancy en 1477. |           |
| 29   |          | Marie de Bourgogne (1457 - 1482) et Maximilien d'Autriche (1459-1519) | 1477 - 1482 | Fille et héritière de Charles le Téméraire. Épouse Maximilien de Habsbourg ; perd définitivement le duché de Bourgogne et la Picardie. |           |

### Maison de Habsbourg(1482-1700)
| Rang | Portrait | Nom                                     | Règne       | Notes | Armoiries |
| ---- | -------- | --------------------------------------- | ----------- | --- | --------- |
| 30   |          | Philippe III le Beau (1478 - 1506)      | 1482 - 1506 | Fils de Maximilien Ier et de Marie de Bourgogne. De son propre chef, il fut « duc de Bourgogne » (souverain des Pays-Bas). Par mariage avec Jeanne Ire de Castille dite Jeanne la Folle : roi de León et de Castille (1504-1506).                                                            |           |
| 31   |          | Charles III de Gand (1500 - 1558)       | 1506 - 1555 | Fils de Philippe le Beau. De son propre chef : « duc de Bourgogne » (souverain des Pays-Bas), roi d'Espagne (Charles {Ier}, empereur des Indes, et autres titres. Par élection : empereur des Romains (Charles Quint).                                                                       |           |
| 32   |          | Philippe IV le Catholique (1527 - 1598) | 1555 - 1598 | Fils de Charles Quint. Roi d'Espagne (Philippe II). Il quitta définitivement les Pays-Bas pour l'Espagne en 1559. Ses successeurs n'y revinrent jamais. |           |
| 33   |          | Isabelle d'Espagne (1566 - 1633)        | 1598 - 1621 | Fille de Philippe IV, elle dirigea les Pays-Bas à titre personnel jusqu'à la mort d'Albert, puis au nom de son neveu, Philippe V. |           |
| 33   |          | Albert d'Autriche (1559 - 1621)         | 1598 - 1621 | Fils de Maximilien II, empereur élu des Romains, neveu de Charles III de Gand, il gouverna les Pays-Bas au nom de Philippe le Catholique à partir de 1595, puis à titre personnel de son mariage avec son arrière-cousine Isabelle jusqu'à sa mort.                                          |           |
| 34   |          | Philippe V le Grand (1605 - 1665)       | 1621 - 1665 | Fils de Philippe, lui-même fils de Philippe III le Catholique, il hérita des Pays-Bas quand Albert mourut sans qu'Isabelle ait de descendance mâle, deux mois et demi après qu'il fut devenu roi des Espagnes et roi de Portugal (il perdra ce dernier trône lors de la révolution de 1640). |           |
| 35   |          | Charles IV l'Ensorcelé (1661 - 1700)    | 1665 - 1700 | Fils de Philippe V le Grand, il régna jusqu'en 1677 sous la régence de sa mère, Marie-Anne d'Autriche, et mourut sans héritier du fait de sa dégénérescence congénitale, ce qui entraîna la guerre de Succession d'Espagne.                                                                  |           |

## Maison de Bourbon
| Rang | Portrait | Nom                                | Règne       | Notes | Armoiries |
| ---- | -------- | ---------------------------------- | ----------- | --- | --------- |
| 36   |          | Philippe VI le Brave (1682 - 1746) | 1700 - 1713 | Arrière-arrière-petit-fils de Philippe III (roi d'Espagne) et arrière-petit-fils de Philippe V le Grand, il se vit léguer les Espagnes par Charles IV mais dut affronter les revendications des Habsbourg d'Autriche, à qui il céda les Pays-Bas au traité d'Utrecht (1713). |           |

## Maison de Habsbourg(1713-1780) puisMaison de Habsbourg-Lorraine
| Rang | Portrait | Nom                         | Règne       | Notes | Armoiries |
| ---- | -------- | --------------------------- | ----------- | --- | --------- |
| 37   |          | Charles V (1685 - 1740)     | 1713 - 1740 | Arrière-arrière-arrière-petit-fils de Ferdinand Ier, frère de Charles III de Gand, il est prétendant au trône d'Espagne de 1700 à 1713 et empereur élu des Romains à partir de 1711. Il reçoit les Pays-Bas par le traité d'Utrecht, en échange de sa renonciation à l'Espagne. |           |
| 38   |          | Marie-Thérèse (1717 - 1780) | 1740 - 1780 | Fille de Charles, elle voit ses droits à la couronne d'Autriche contestés par Charles de Bavière puis s'impose en 1748 après que son époux ait été élu empereur des Romains. |           |
| 39   |          | Joseph (1741 - 1790)        | 1780 - 1790 | Fils aîné de Marie-Thérèse, il est élu empereur des Romains à la mort de son père, puis hérite des possessions de sa mère à la mort de celle-ci. Un mois avant sa mort, les Pays-Bas se révoltent contre lui et forment les États-Belgiques-Unis.                               |           |
| 40   |          | Léopold (1747 - 1792)       | 1790 - 1792 | Deuxième fils de Marie-Thérèse, il est élu empereur des Romains à la mort de son frère, puis écrase la révolution brabançonne et signe la déclaration de Pillnitz. |           |
| 41   |          | François (1768 - 1835)      | 1792 - 1795 | Fils de Léopold, élu empereur des Romains, il voit les Pays-Bas occupés (1792) puis annexés (1795) par la France, annexion qu'il reconnaît en 1797 par le traité de Campo-Formio.                                                                                               |           |

## Survivance du titre à l'époque contemporaine

### Maison de Saxe-Cobourg et Gotha
- 1840 – 1905 : Philippe de Belgique (1837 – 1905) ; comte de Flandre, prince de Belgique, prince de Saxe-Cobourg et Gotha, duc en Saxe ; deuxième fils survivant du roi Léopold Ier.
- 1910 – 1983 : Charles de Belgique (1903 – 1983), comte de Flandre, prince de Belgique, régent (1944 – 1950) ; deuxième fils du roi Albert Ier.

En Belgique, le titre dynastique de « comte de Flandre » était attribué par le chef de la famille ad personam et n'était pas héréditaire (arrêtés royaux de 1840, 1891 et 1910). Ce titre était attribué au deuxième fils du roi (fils puîné du roi).
Depuis un arrêté royal de 2001, le titre dynastique de comte de Flandre n'est plus attribué.

### Maison de Bourbon-Anjou
- 1983 – actuel : Felipe VI, roi d'Espagne

« Comte de Flandre » est l'un des titres de la Couronne espagnole. C'est un titre historique qui est seulement nominalement et cérémonieusement utilisé.